# Shakerstil

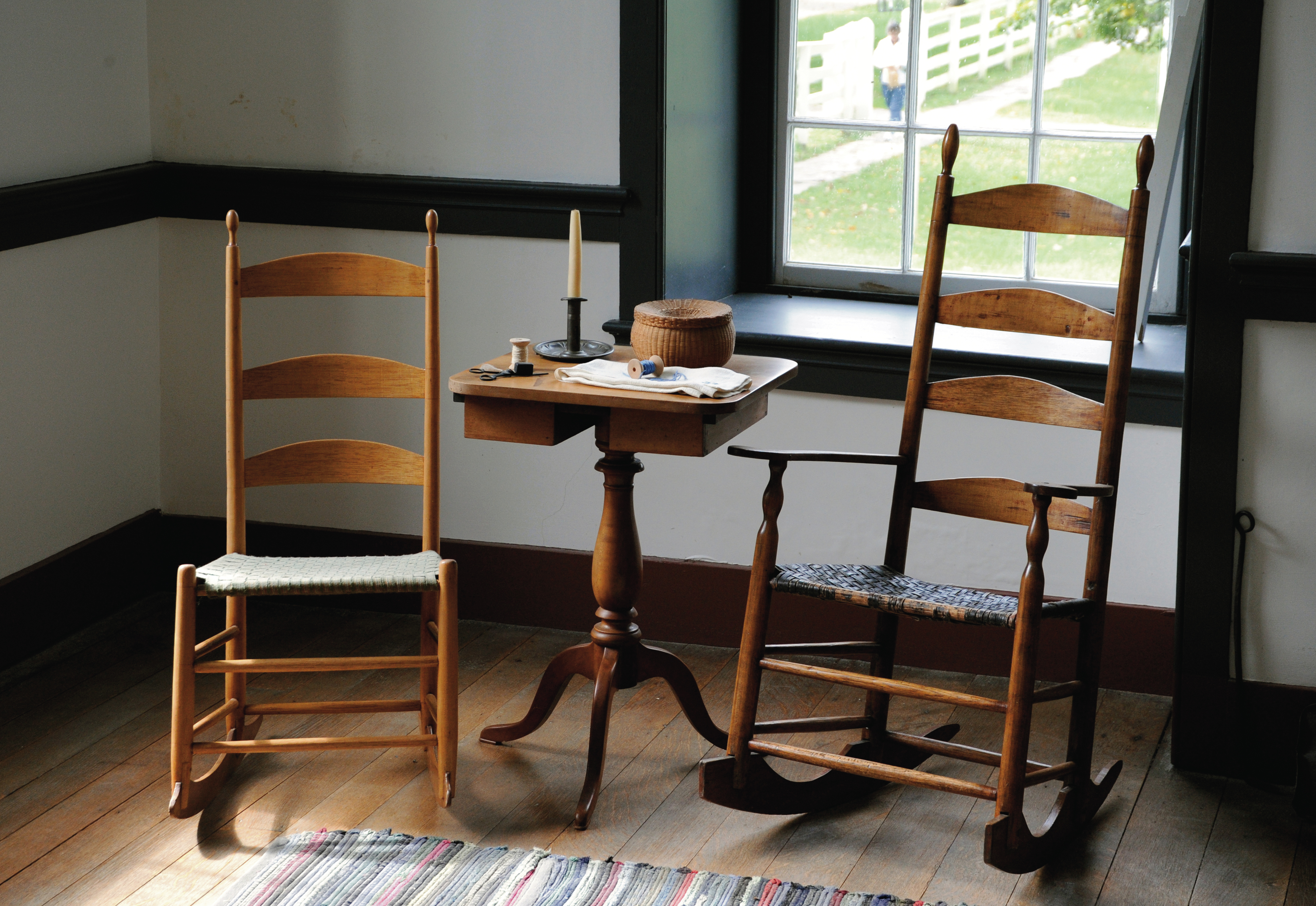
Gungstolar med ett bord i Shakerstil

Shakerstil eller shakermöbler är en amerikansk möbel- och inredningsstil sprungen från Shakers, en religiös asketisk frikyrkorörelse eller sekt med rötter i England.
Shakerstil och shakermöbler har inspirerat många dåtida och senare möbelhantverkare och inredningsdesigner från flera länder. Funktionalismen som kom först senare har drag av shakerdesign med sitt enkla stilistiska formspråk. Möbler finns utställda på olika museer i England och i USA, originaltillverkade möbler är begärliga samlarobjekt.

## Historia
Under de första årtiondena värvade man ständigt nya medlemmar och grundade flera samhällen i östra USA. Fram till 1850 när rörelsen var som störst hade antalet växt till cirka 6 000 medlemmar. Shakersamhällena var i regel sysselsatta med jordbruk och fruktodling samt vidareförädling av vad skörden gav. På vintern och när jordbruket inte fordrade så mycket tid ägnade man sig åt tillverkning av möbler med egen stil och andra produkter i textil och trä.
Det var olika föremål i spånslöjd, bland annat svepaskar och korgar i flera olika varianter, samt flera andra praktiska bruksföremål i trä för hus och hem. Hos en del församlingar har man haft mer industriellt inriktad tillverkning av möbler, inredningsdetaljer samt spånslöjd. De färdiga produkterna gick till allmän försäljning i städernas affärer. Shakerrörelsen var oftast kritiserad trots sitt utmärkta hantverk och möbeldesign.
Shakers tog gärna till sig ny teknik i jordbruk och hantverk. Vid världsutställningen i Philadelphia 1876 där de ställt ut möbler, var de de första i USA som tog cirkelsågen i bruk. De mest kända möblerna är olika sittmöbler, soffor, stolar och gungstolar med svarvade detaljer samt bord och skåp. Träslagen till möbler var inhemskt virke, oftast alm, björk, lönn, furu och valnöt i bra kvalitet, ibland blandade man olika träslag i samma möbel.

## Stildrag i shakers möbler och inredning
Möbler och inredningens stilrena drag utan onödiga sirligheter, med den praktiska funktionen som det väsentliga, men ändå vackert. Shakerrörelsens hus var byggda i enkel stil med en funktionell och enkel inredning och endast sparsamt möblerade. Ett typiskt kännetecken är en list i brösthöjd med svarvade knoppar som går runt rummen på samtliga väggar. Listen var ämnad till att hänga upp kläder eller andra föremål på. Även stolarna hängdes upp på listen för att få golvet fritt.
Stolar, soffor och den klassiska gungstolen med korta medar har svarvade ben med tvärslåar mellan, samt stegrygg, allt tillsammans ger ett gediget och sirligt intryck. Förvaringsmöbler var olika byråer, sekretärer, sybord samt olika skåp, allt välgjort så att damm inte kunde tränga in. Olika bord tillverkades till exempel med rund skiva med en fot med tre ben eller bord med rektangulära skivor med klaffar vid sidan och svarvade ben. Ytbehandlingen var oftast naturell ljus med dåtidens fernissa eller polityr.

## Konstruktion och utförande
Skåp och dörrars ram är sammanfogade med tappar, lådors front och sidor är förbundna med sinkning i dess gavlar.
Stolarnas stomme är sammanfogad med tappar i ben och tvärstycken, samt att tappen är låst med ett stift av trä. En stolmodell har en egenart, ryggstödets avslut mot golvet har en fot i form av en halv kula som är försänkt i benets ände mot golvet. Den här ledade foten var till för de som har för vana att väga på stolar, eller kraftig luta sig mot ryggstödet, då förblev fotens undersida plan mot golvet.
Stolarnas sitsar var klädda med vävda band i bomull i glada men dämpade färger, mönstret var fiskbensmönster eller rutmönster. Även stolar med flätade mönster i rotting eller vass tillverkades. Vid världsutställningen i Philadelphia 1876 såg de utställande shakers Michael Thonets böjträstolar, kort senare kom gungstolen Rocking Chair till i böjträ. Gungstolar tillverkades i flera olika storlekar från No0 till No7 med tanke på kroppsstorlek av den eventuella köparen. Enligt Shakers katalog 1880 kostade gungstolar från modell No0 3,25 dollar till No7 8,00 dollar.

## Exempel på möbler och inredning i shakerstil

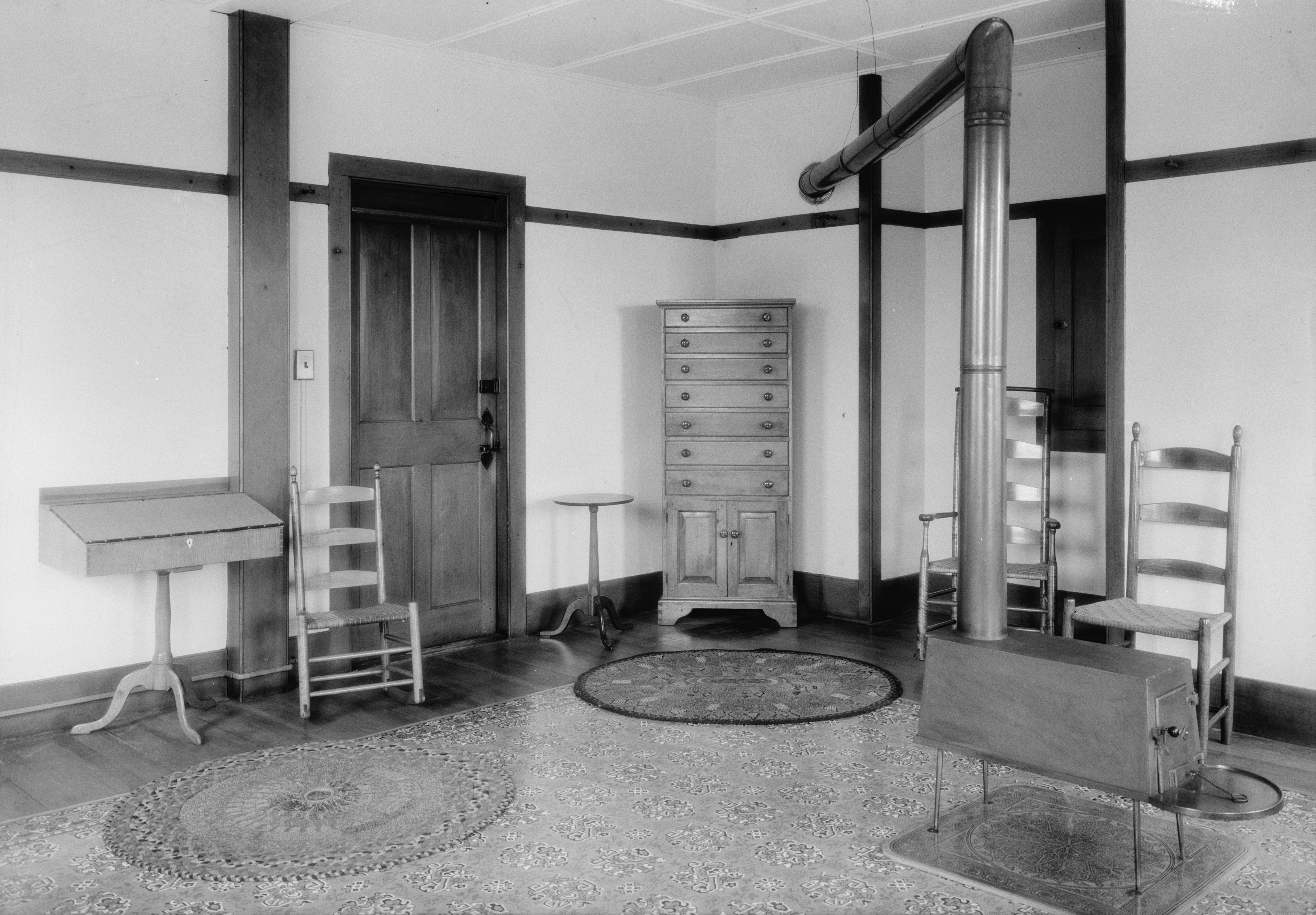
Stolar med kaminen mitt i rummet.
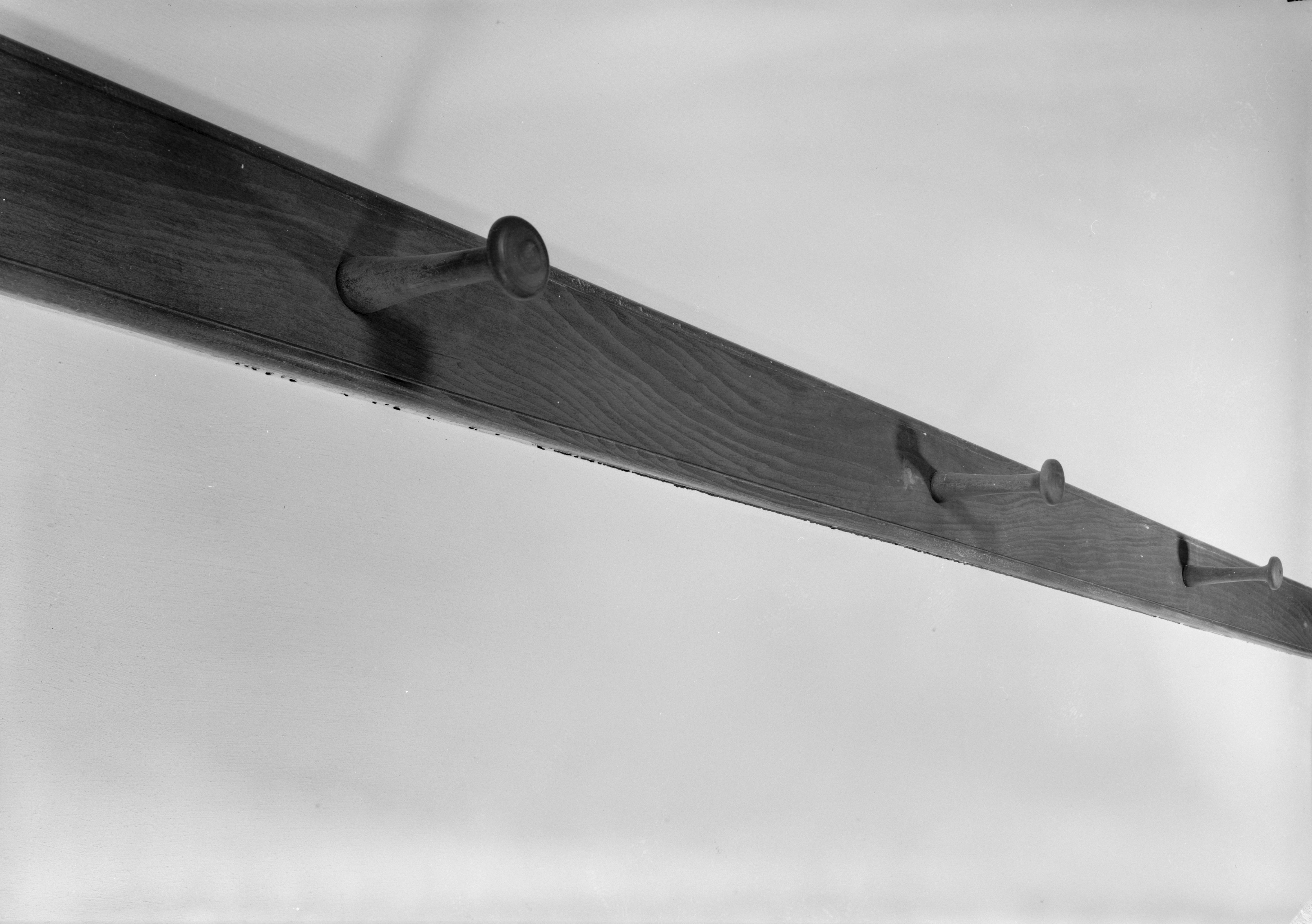
Vägglist med knoppar.
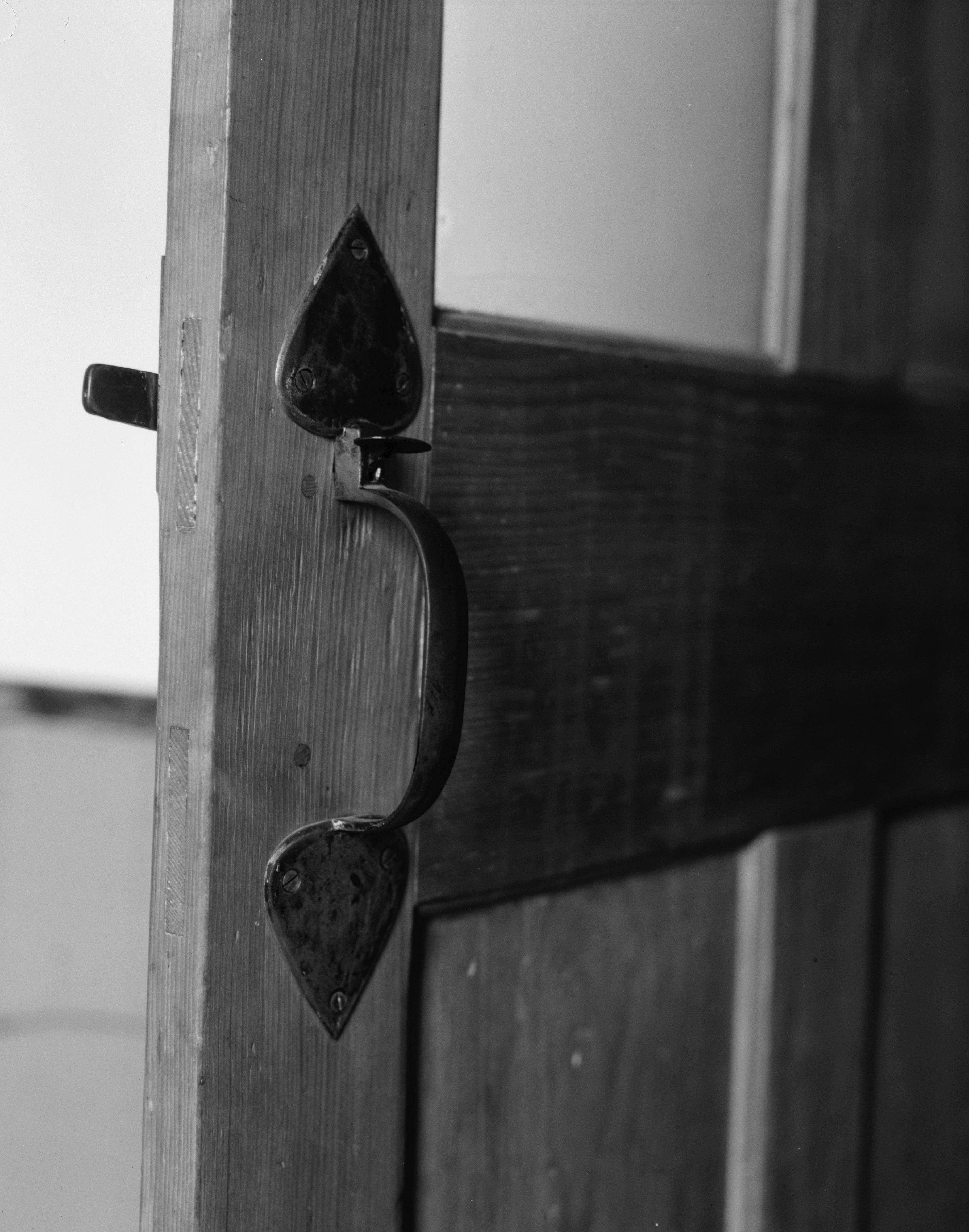
Dörrhandtag.
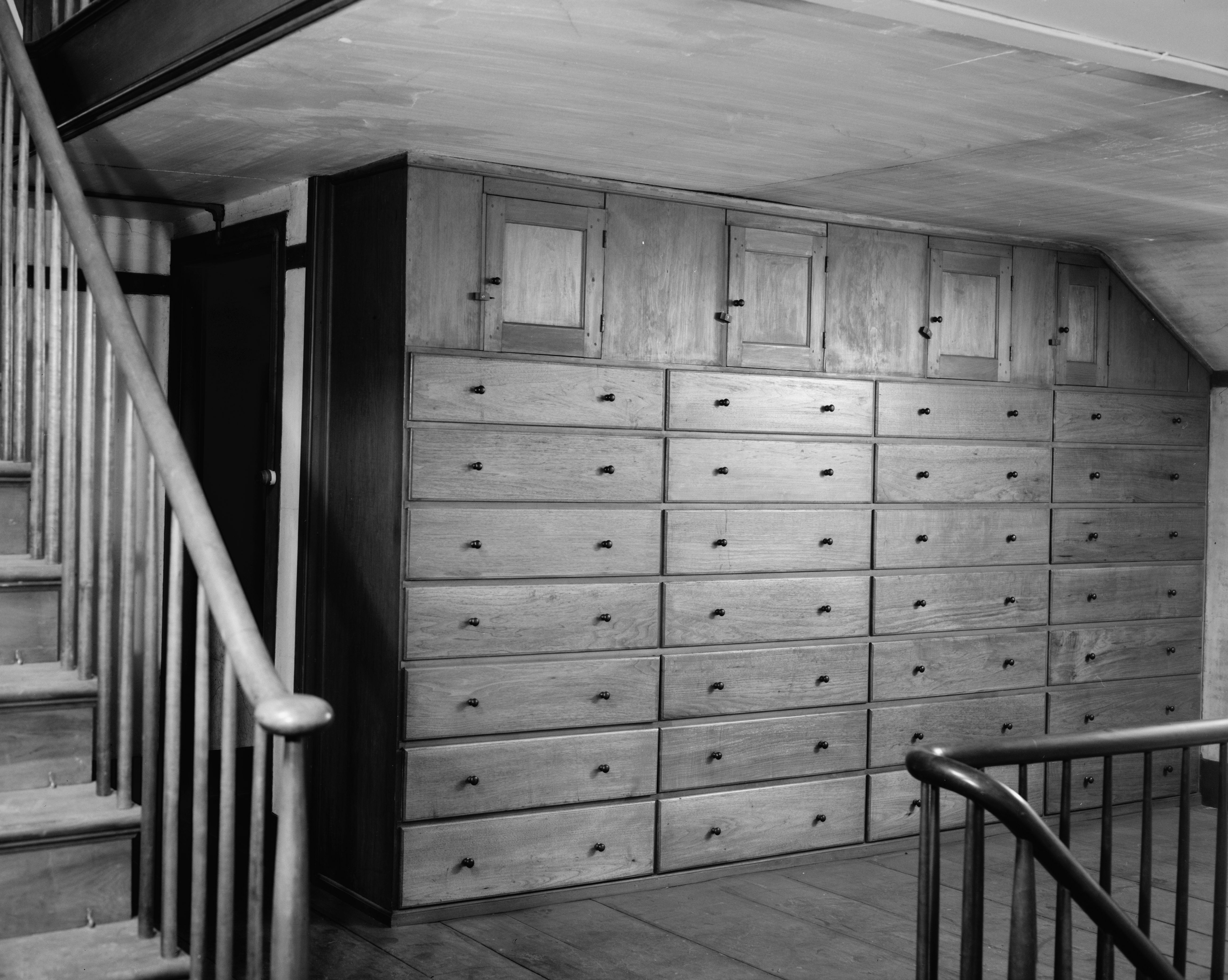
Väggfast möbel.
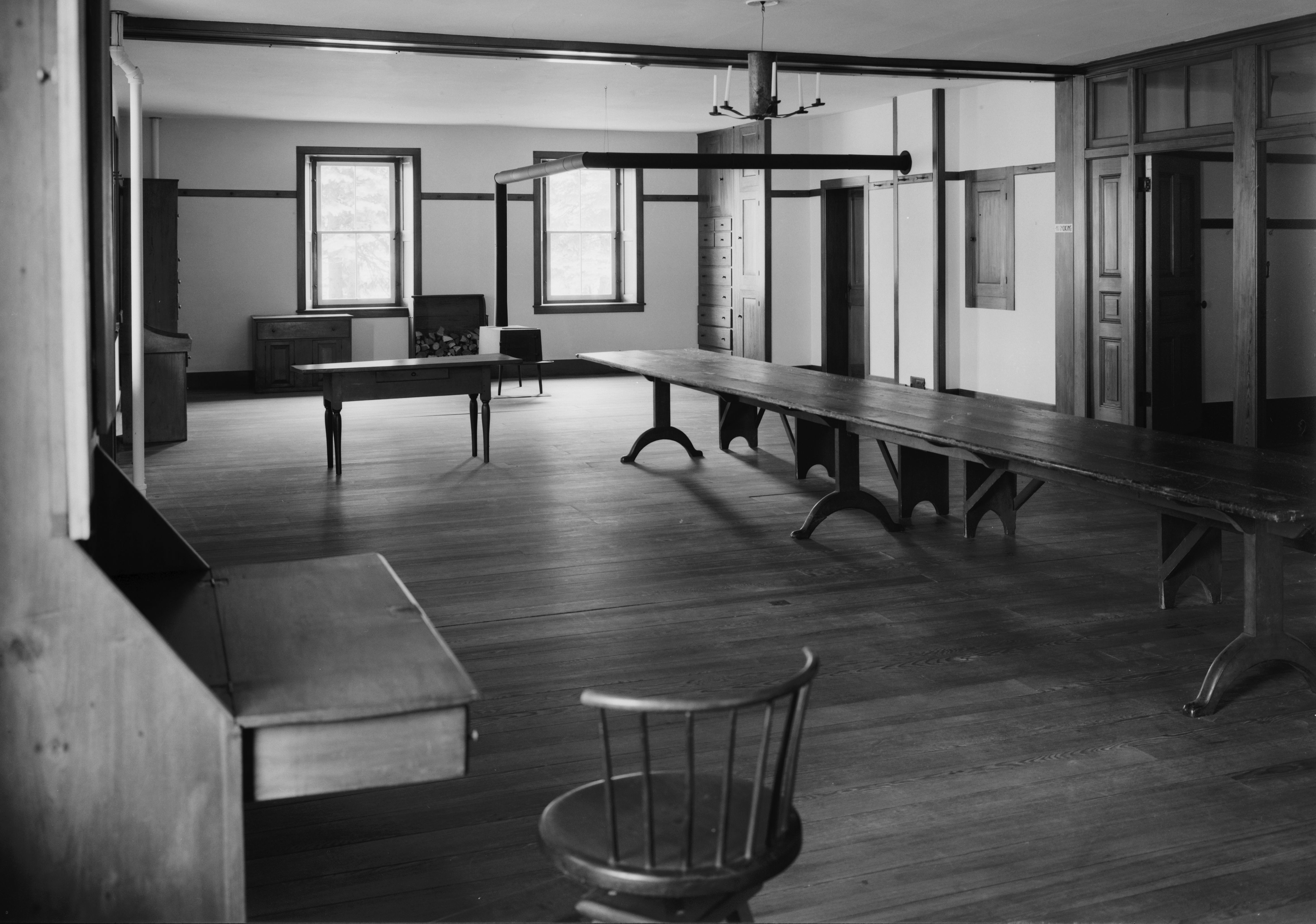
Matsal med kamin.
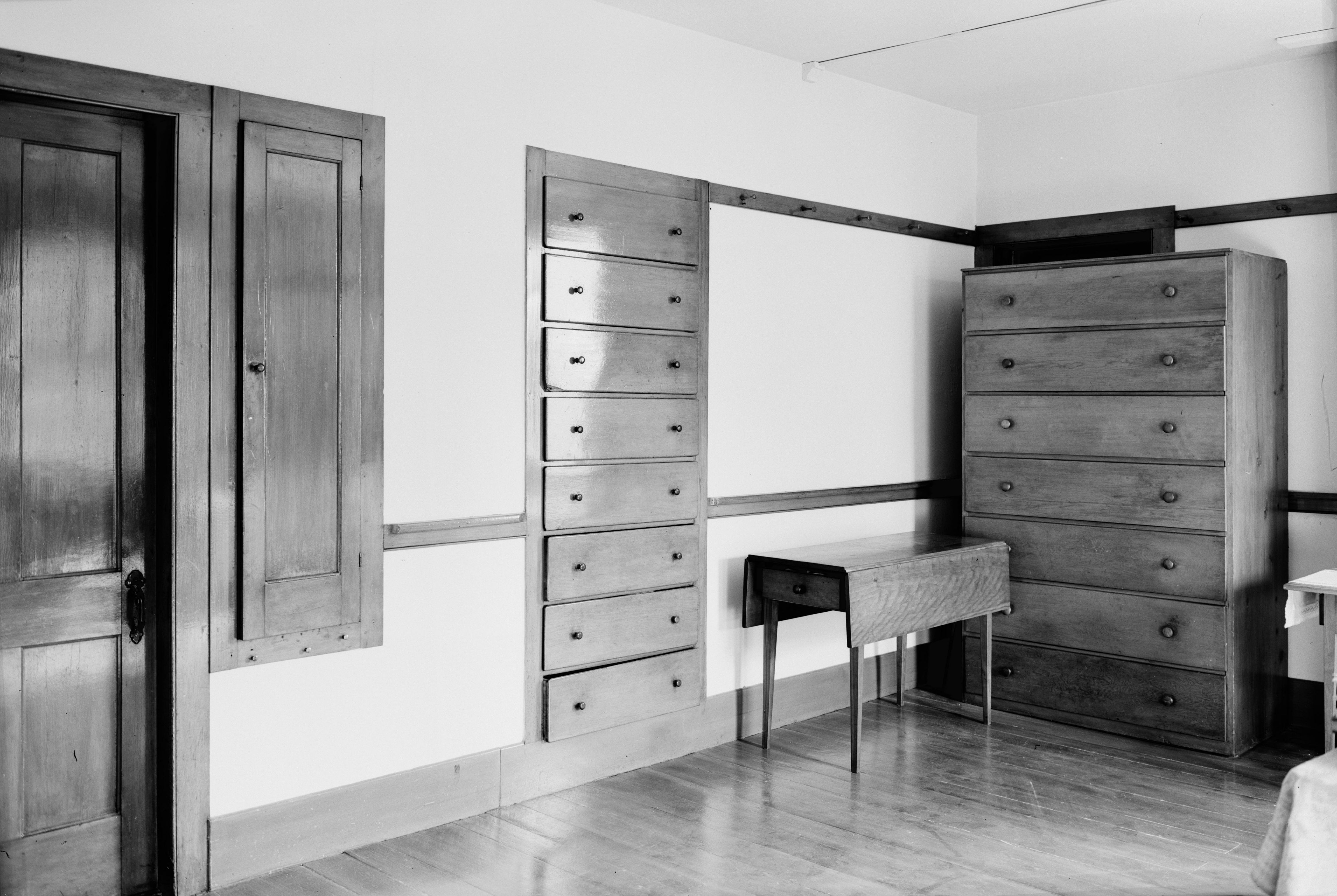
Byrå, klaffbord, väggfast inredning, skåp och lådor.
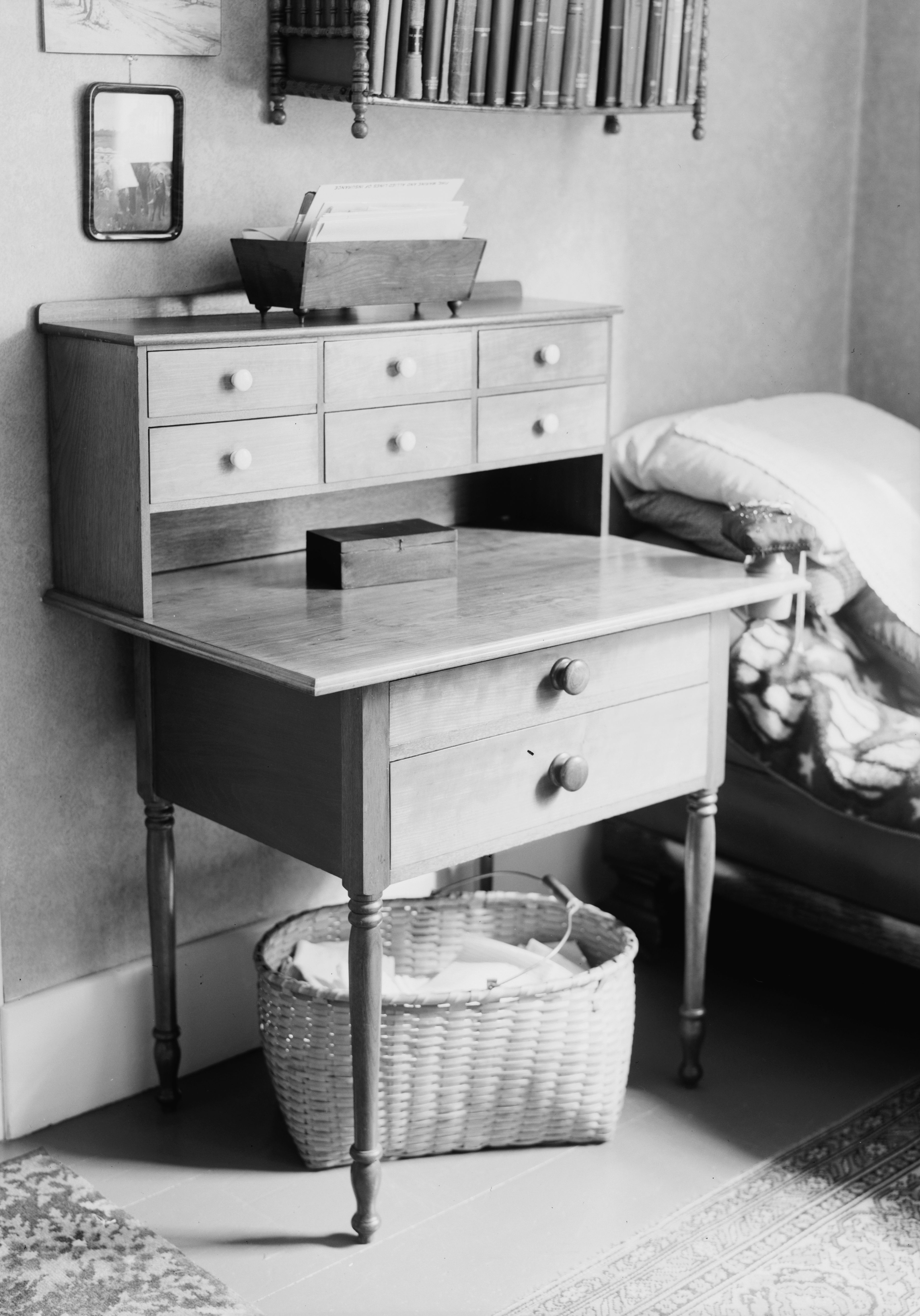
Skrivbord, undertill en spånkorg.
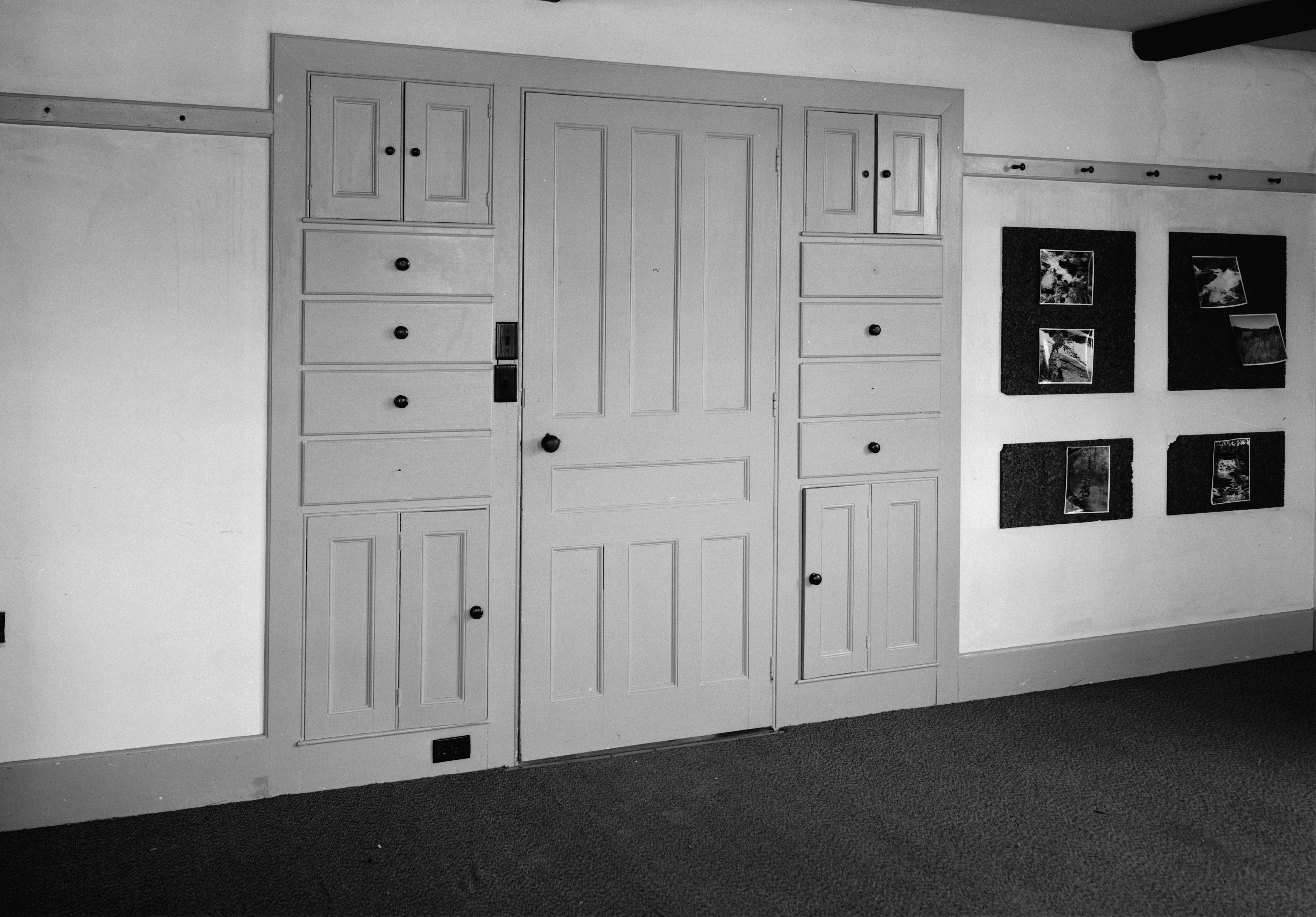
Väggfasta skåp med utdragslådor.
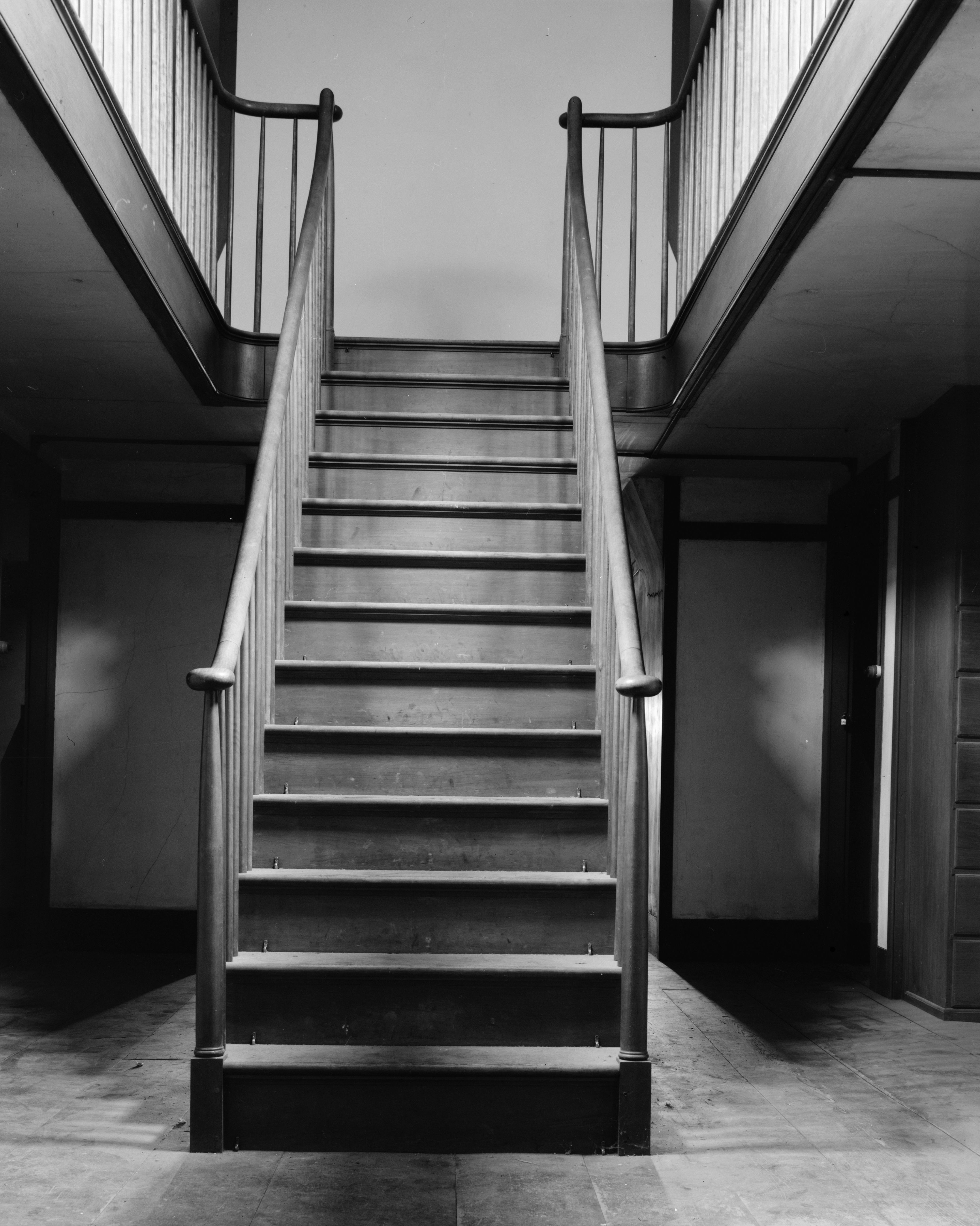
Trappa med trappräcke.
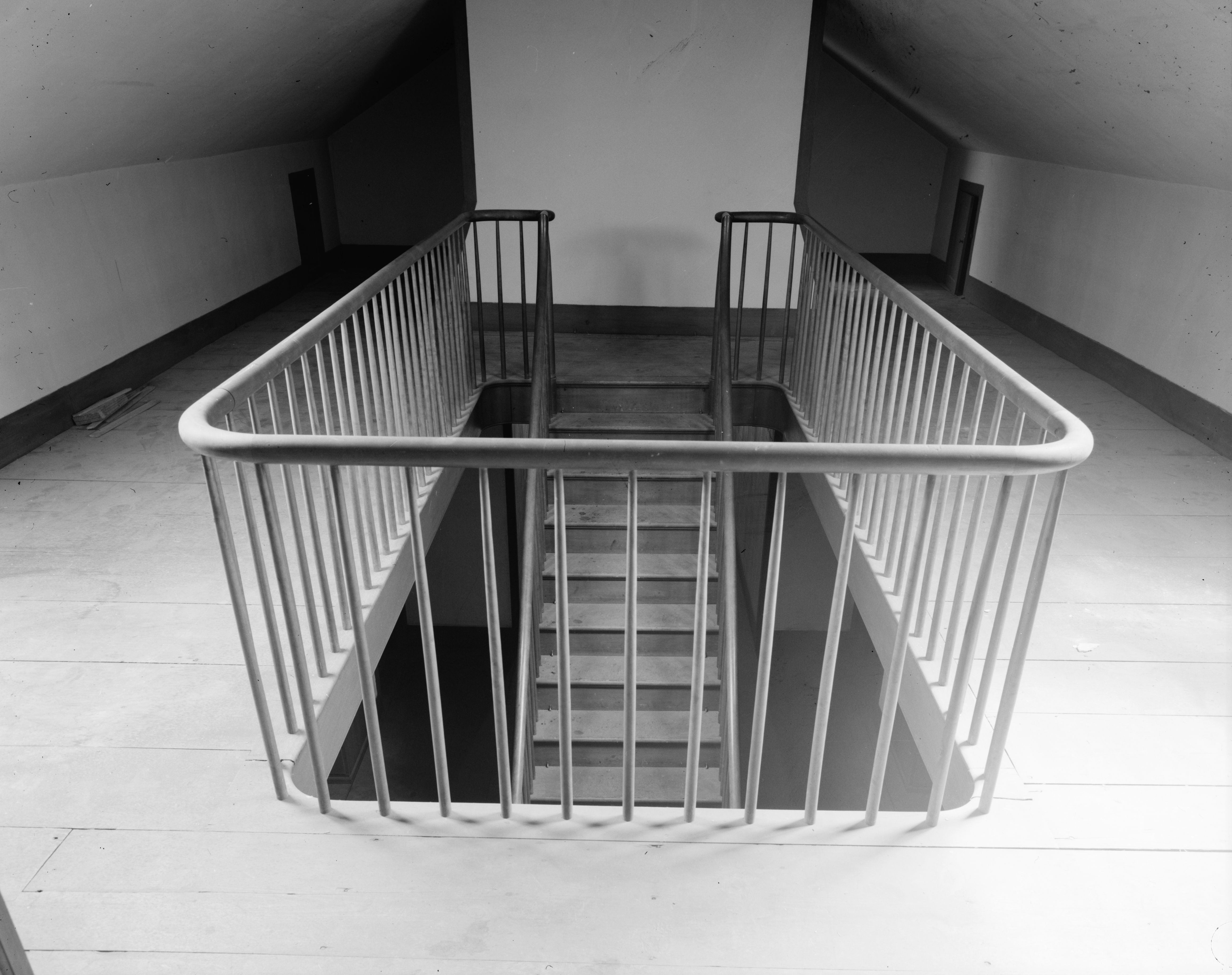
Trappräcke.
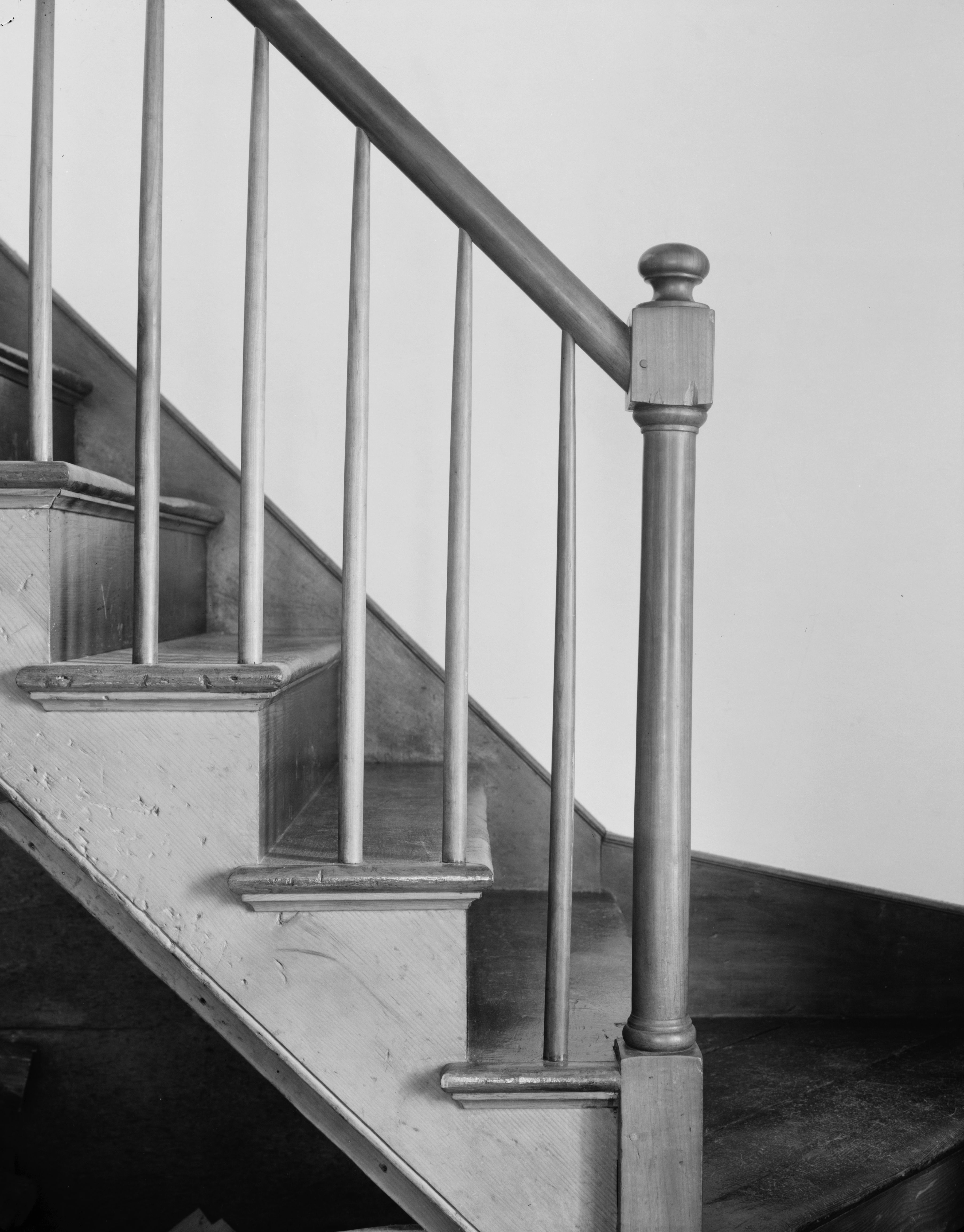
Detalj av trappräcke och trappsteg.